# Stoenești (okręg Prahova)
Stoenești – wieś w Rumunii, w okręgu Prahova, w gminie Ariceștii Rahtivani. W 2011 roku liczyła 1379 mieszkańców.